# Ligne de tramway 9 (SNCV Groupe de Mons-Borinage, 1938)
Ne doit pas être confondu avec Ligne de tramway 9 (SNCV Groupe de Mons-Borinage, 1954).
La ligne 9 est une ancienne ligne de tramway du Groupe de Mons-Borinage du groupe du Hainaut de la Société nationale des chemins de fer vicinaux (SNCV) qui a fonctionné entre le 1er février 1938 et le 31 mars 1941.

## Histoire
La ligne est mise en service le 1er février 1938 en traction électrique sous l'indice 9 entre Dour Trichères et Warquignies Garage (nouvelle section Boussu Bois Temple - Warquignies Garage, capital 67), elle remplace la ligne 6 entre Dour Trichères et Boussu Bois Temple,.
Le 1er mars 1938, elle est prolongée de Warquignies Garage à Wasmes rue Royale (actuelle rue Roi Albert) (nouvelle section, capital 67),.
Elle est supprimée le 31 mars 1941, son itinéraire est repris par la ligne 2.

### Monographies
- R Dieudonné, Groupe du Hainaut : Le réseau de Mons - Borinage, Bruxelles, AMUTRA, 227 p.